# Adriano Barbano
Adriano Barbano (* 23. Januar 1923 in Castri di Lecce; † 16. Dezember 1985 in Lecce) war ein italienischer Filmregisseur und Dokumentarfilmer.

## Leben
Barbano studierte an der Accademia di Arte Drammatica Silvio D'Amico in Rom, drehte 1951 seinen ersten Dokumentarfilm, Paese degli olivi, und debütierte als Spielfilmregisseur 1964 mit Il tramontana, der einen Preis des Tourismus-Ministeriums sowie den Laceno d'Oro des Filmfestivals Salerno gewann. Es sollte sein einziger Ausflug zum Spielfilm bleiben.
Barbano gründete 1974 die private Fernsehanstalt TeleLecceBarbano und machte teilweise preisgekrönte 16-mm-Filme. 1979 initiierte er das Gesangsfestival seiner Heimatstadt.

## Filmografie
- 1964: Il tramontana